# Tiryns

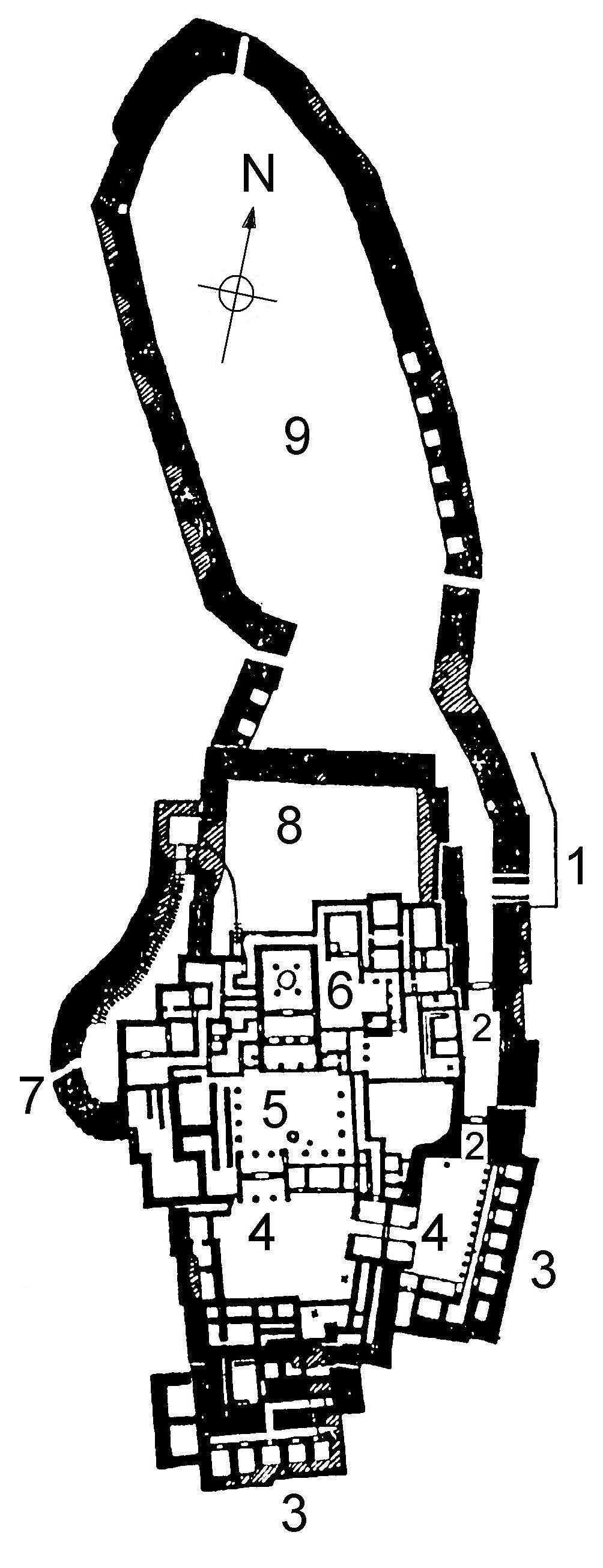
Plattegrond van de burcht van Tiryns.
[1] Hellende toegangsweg -
[2] Vestingpoorten -
[3] Kazematten -
[4] Hofpoorten -
[5] Centrale paleisplein -
[6] Woonhuis ("Megaron") en aanpalende gebouwen -
[7] Uitvalspoort -
[8] Middenburcht -
[9] Benedenburcht (vluchtburcht)

Tiryns (Oudgrieks: Τίρυνς) (In het Grieks: Τίρυνθα, Tirýntha) is een prehistorische burchtruïne in de Griekse nomos Argolis op de Peloponnesos, enkele kilometers ten noorden van Nauplion.

## Mythologie
Volgens een mythe was Tiryns gesticht door de held Perseus, die onder andere ook het hoofd van Medusa afhakte. Hij zou volgens Homerus geholpen zijn door de Cyclopen, die kolossale steenblokken tot een cyclopische vestingmuur opeenstapelden, en door de zeegod Poseidon, die er bronnen liet ontspringen. Een andere sage vertelt dat hier de wieg stond van de kleine Herakles: hij wurgde als baby de twee slangen, die de jaloerse Hera met kwade bedoelingen op hem had afgestuurd. Het was koning Eurystheus, een afstammeling van Perseus, die Heracles van hieruit ook met de Twaalf Werken opscheepte.

## Geschiedenis
De geschiedenis leert dat Tiryns een van de belangrijke politieke centra van de Myceense periode was. De citadel met woonpaleis van het megarontype dateert vermoedelijk uit de 14e eeuw v.Chr., al tonen archeologische sporen aan dat de heuvel al veel vroeger bewoond was en al vóór ca. 2000 v.Chr. een rol heeft gespeeld. De invallende Doriërs verwoestten de burcht rond 1200 v.Chr. Nog lange tijd daarna bleef Tiryns als zelfstandige vestingstad bestaan, tot zij in 468 v.Chr. door het naburige Argos verwoest, en sindsdien nooit meer opnieuw werd bewoond. 
De opgravingen (onder meer door Heinrich Schliemann, Wilhelm Dörpfeld) hadden plaats van 1884 tot 1929 en opnieuw sinds 1965; bij de laatste werden een beveiligde toegangen naar onderaardse waterreserves ontdekt, alsook andere vondsten die wijzen op een bedreiging van buitenaf aan het einde van de 13e eeuw v.Chr.

## Beschrijving
De 700m lange ringmuur heeft een gemiddelde dikte van meer dan 8m, en doet zijn Homerische epitheton "machtig ommuurd" alle eer aan. Die stevige vestingwerken, nog imposanter dan die van het naburige Mykene, waren wel noodzakelijk, want in tegenstelling tot Mykene had Tiryns géén strategische ligging: de heuvel waarop de burcht is gebouwd, was nauwelijks 18m hoger dan de omringende vlakte, in de Oudheid een zoutmoeras. De muren maken van overal een machtige indruk en toch gaan de archeologen gaan ervan uit dat ze oorspronkelijk nog een flink stuk hoger zijn geweest. Via een oprit [1] voor strijdwagens bereikt men een hoofdtoegang [2], waar binnendringers van drie zijden konden worden bestookt. Uniek is de aanwezigheid van fraaie kazematten [3], met hun "valse" spitsbooggewelven.
In het eigenlijke woonpaleis [6] vallen verschillende bouwfasen te onderscheiden. Opvallend was de hoge graad van comfort: naast de koninginnenkamer is een badkamer met hellende vloer en een toilet met waterafvoer. Er werden fragmenten van kleurrijke fresco’s gevonden, die nu een ereplaats kregen in de afdeling Prehistorie van het Nationaal Archeologisch Museum van Athene. Vanuit de koninklijke vertrekken heeft men een goed uitzicht over de wat lager gelegen benedenburcht [9], die bij vijandelijke aanvallen een toevlucht kon bieden voor omwonenden met hun huisdieren.